# 亚历山大·扎哈里科夫
亚历山大·扎哈里科夫（Александр Захариков，1961年2月9日—），在中国被称为莎沙，是已经退役的俄罗斯足球运动员，主要司职左前卫。1994年，他成为中国职业足球联赛首批外援中的一个，效力于上海申花，并且以较实用的球风获得主教练徐根宝的欣赏，次年得到留用。